# Maria Bueno
Maria da Conceição Bueno (Morretes, 8 de dezembro de 1854 ou 1864 – Curitiba, 29 de janeiro de 1893) ou simplesmente Maria Bueno é considerada uma entidade histórica folclórica no Estado do Paraná pela realização de supostos milagres, sendo considerada uma figura do folclore local.
Maria Bueno foi brutalmente assassinada por um soldado em uma mata afastada, próximo da Rua dos Campos Gerais (atual Rua Vicente Machado, no centro de Curitiba).
Conta-se que no local de sua morte foi colocada uma cruz de madeira, tornando-se um lugar de preces onde devotos afirmavam ter seus pedidos atendidos por Maria. A sua sepultura, no Cemitério Municipal, recebe um grande número de visitantes, no feriado de Finados (2 de novembro). Sua história mistura fatos históricos e misticismo, e aos poucos foi ganhando formato de lenda urbana, repercutindo no imaginário popular. Sua história já foi relatada em livros, como o “Maria Bueno“ romance escrito por Sebastião Isidoro Pereira em 1948, além de uma radionovela, escrita por Mano Bastos, uma telenovela transmitida pela TV Paraná e uma minissérie de quatro capítulos da Rede Paranaense de Comunicação.

## Biografia
Não são precisos os relatos de vida de Maria da Conceição Bueno. Versões de jornais de época relatam que era filha de um imigrante espanhol, Pedro Bueno, com a cabocla Júlia, e nasceu no século XIX em Morretes, no litoral do Paraná. Algumas fontes relatam que era parda, outras relatam que era branca, sendo a caçula de sete irmãs. Os supersticiosos comentavam que a sétima filha nascia com poder paranormal, entretanto, na época, levavam o assunto de forma natural.
O pai morreu na Guerra do Paraguai e quando Maria era adolescente entrou para o convento, porém os religiosos a enviaram para Curitiba, com a missão de cuidar de um casal de idosos. Após a morte do casal, a jovem foi trabalhar de lavadeira na cidade. Outras fontes relatam que após a morte da mãe, foi morar com  uma irmã, em Campo Largo e quando esta perdeu seu bebê, natimorto, a irmã enlouqueceu e começou a maltratar Maria, que fugiu e refugiou-se com freiras italianas. Outra versão diz que quando fugiu, escondeu-se em uma igreja e os padres lhe entregaram para uma família italiana; ou que foi adotada pela família do comerciante italiano Mario Basso.
Com mais idade, passou a se sustentar da lavagem de roupas, porém, outras versões dão conta (versão do advogado de defesa de Diniz) que foi amante do pai de criação, Mario Basso, num triangulo amoroso com a esposa. Após a morte de Basso, que morreu pobre por dividas de jogo, passou a morar com a viúva do amante num casebre e para ganhar a vida, recebia visitas intimas na residência, como foi relatado na época do julgamento de Diniz: "ela vivia fora de casa entre a soldadesca".
Maria gostava de dançar e frequentar bailes. E em um desses bailes conheceu Inácio José Diniz, anspeçada do Exército, com quem passou a viver em concubinato.

## Assassinato
Em um certo dia haveria um grande baile na cidade e ela queria participar. Porém, Diniz não queria permitir, pois na ocasião ele estaria em serviço no quartel. Os dois discutiram fortemente e Diniz foi para o aquartelamento. Mais tarde, contrariando Diniz, Maria Bueno foi ao baile. E de madrugada, desconfiado, Diniz saiu escondido do quartel e foi espionar se Maria Bueno realmente havia ido ao baile; permanecendo de tocaia no caminho que ela teria de fazer para voltar para casa. Quando Maria Bueno passou, matou-a com um punhal desferindo grande quantidade de golpes pelo corpo. Na manhã seguinte, um domingo, seu corpo ensanguentado permaneceu por horas na rua onde o crime aconteceu.
O crime chocou as pessoas da pequena Curitiba da época. Diniz foi preso e levado a julgamento, mas foi absolvido devido seu álibi, por constar como em serviço no quartel e ninguém ter testemunhado sua ausência. O que então gerou grande indignação popular.
Durante a Revolução Federalista, Diniz, então fora do Exército, foi apanhado com algumas mulas roubadas. Preso em 1894, foi sumariamente fuzilado pelos federalistas, entre eles Gumercindo Saraiva. O que na voz do povo passou a representar como um castigo divino.
Um dos primeiros registros sobre Maria Bueno foi em uma crônica de 30 de janeiro de 1893. O Diário do Comércio trouxe uma notícia sobre "uma moça de cor parda havia sido assassinada numa travessa da Rua Campos Geraes, tendo a cabeça completamente separada do corpo e fundos talhos de navalha nas mãos". Em jornais da época registram que a antiga rua Campos Geraes, hoje rua Vicente Machado, foi o local em que Maria foi morta.

## Lenda e misticismo
(...) No dia de suas aflições, os vivos serão levados pela mão dos mortos para a morte horrível. Da cidade não ficará um garfo, aqui uma panela, ali uma xícara quebrada, ninguém informará onde era o túmulo de Maria Bueno.— Trecho de Lamentações de Curitiba, de Dalton Trevisan, 1974, p. 70.
Maria Bueno foi sepultada em um túmulo azul do Cemitério São Francisco de Paula. No local pessoas colocaram cruzes e flores, além santinhos, fitas e imagens. Se tornou-se um lugar de preces onde devotos acreditam que as preces são atendidas. Considerada uma santa do povo, é cultuada e muitas pessoas afirmam receber milagres. Ganhou diversas pinturas e representações, sendo esculpida em formato de "santa" e presente na cultura popular, representada na literatura, em peças de teatro e filmes. A história foi adaptada para a televisão em formato de minissérie pela RPC.